# Richard Cheatham
Richard Cheatham, född 20 februari 1799 i Springfield i Tennessee, död 9 september 1845 i Robertson County i Tennessee, var en amerikansk politiker (whig). Han var ledamot av USA:s representanthus 1837–1839.
Cheatham var 1833 ledamot av Tennessees representanthus och 1834 delegat till Tennessees konstitutionskonvent. Efter en mandatperiod i USA:s representanthus ställde han upp till omval utan framgång. Han efterträddes 1839 som kongressledamot av företrädaren Cave Johnson. Cheatham avled 1845 och gravsattes i Springfield.